# Kpolo
Kpolo est une localité du département de Tiankoura, dans la province du Bougouriba (région du Sud-Ouest) au Burkina Faso. En 2006, cette localité comptait 549 habitants dont 56.1% de femmes.